# Сен-Поль-сюр-Сав
Сен-Поль-сюр-Сав (фр. Saint-Paul-sur-Save, окс. Sent Pau de Sava) — коммуна во Франции, находится в регионе Юг — Пиренеи. Департамент — Верхняя Гаронна. Входит в состав кантона Гренад. Округ коммуны — Тулуза.
Код INSEE коммуны — 31507.

## География
Коммуна расположена приблизительно в 580 км к югу от Парижа, в 21 км к северо-западу от Тулузы.
По территории коммуны протекает река Сав.

## Климат
Климат умеренно-океанический. Зима мягкая и снежная, весна характеризуется сильными дождями и грозами, лето сухое и жаркое, осень солнечная. Преобладают сильные юго-восточные и северо-западные ветры.

## Население
Население коммуны на 2010 год составляло 1314 человек.
| 1962 | 1968 | 1975 | 1982 | 1990 | 1999 | 2010 |
| ---- | ---- | ---- | ---- | ---- | ---- | ---- |
| 227  | 260  | 365  | 569  | 643  | 664  | 1314 |

## Администрация
| Период | Период | Фамилия        | Партия                              | Примечания |
| ------ | ------ | -------------- | ----------------------------------- | ---------- |
| ?      | 1989   | Жорж Эстеле    |                                     |            |
| 1989   | 2008   | Бернар Салабер | Французская коммунистическая партия |            |
| 2008   | 2014   | Дени Небу      |                                     |            |
| 2014   | 2020   | Жан Буассьер   |                                     |            |

## Экономика
В 2010 году среди 883 человек трудоспособного возраста (15—64 лет) 703 были экономически активными, 180 — неактивными (показатель активности — 79,6 %, в 1999 году было 74,3 %). Из 703 активных жителей работали 643 человека (359 мужчин и 284 женщины), безработных было 60 (27 мужчин и 33 женщины). Среди 180 неактивных 69 человек были учениками или студентами, 53 — пенсионерами, 58 были неактивными по другим причинам.

## Достопримечательности
- Замок Тома-де-Монваль (1840 год)[4]

## Города-побратимы
- Ниаого (Буркина-Фасо, с 1998)[5]

## Фотогалерея
- Сен-Поль-сюр-Сав
- Сен-Поль-сюр-Сав (почтовая открытка, 1913)
- Карта коммуны